# Riccardo Brengola

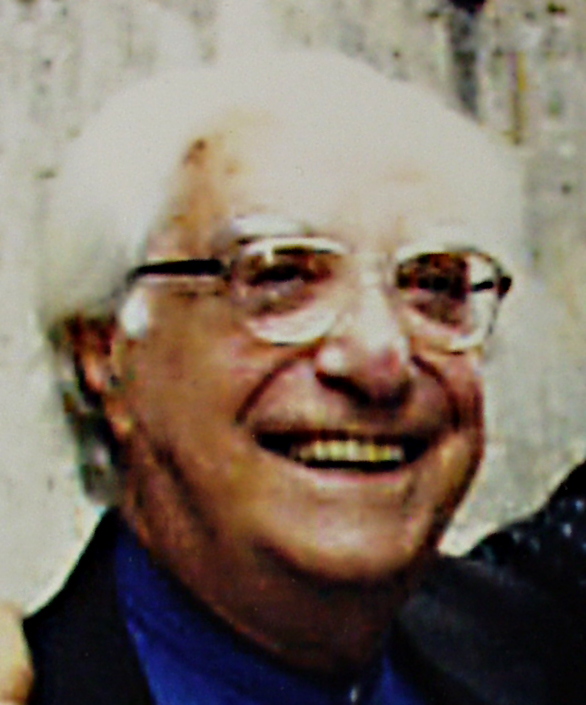
Riccardo Brengola um 2003

Riccardo Brengola (* 18. März 1917 in Neapel; † 16. Mai 2004 in Rom) war ein italienischer Violinist und Musikpädagoge.

## Leben und Werk
Riccardo Brengola wurde im März 1917 als Kind des Violoncellisten und Geigenbauers Carlo Brengola und seiner Frau Maria in Neapel geboren. Die wirtschaftlich schwierigen Bedingungen der Nachkriegszeit veranlassten die Familie, 1919 nach Casablanca (Marokko) auszuwandern, wo der Vater ein Musikaliengeschäft betrieb. Als Riccardo Brengola drei Jahre alt war, baute ihm der Vater eine eigene Geige und unterrichtete seinen Sohn im Geigenspiel. Im Alter von sechs Jahren schrieb sich Riccardo Brengola am Konservatorium von Casablanca ein, wo ihn Lucien Salin, ein Schüler von Lucien Capet unterrichtete. Mit elf Jahren schloss er die Ausbildung an diesem Konservatorium ab. 1929 erhielt er ein Stipendium für Aufbaustudien an der Scuola di Arrigo Serato in Rom, wenige Jahre später absolvierte er Aufbaustudien an der Accademia di Santa Cecilia in Rom und an der Accademia Musicale Chigiana in Siena.
Riccardo Brengola gewann zahlreiche prestigeträchtige Musikwettbewerbe wie zum Beispiel den von Taormina. 1937 war er der einzige Italiener unter den Preisträgern des ersten Eugène-Ysaÿe-Wettbewerb in Brüssel. 1946 gewann er den internationalen Violinwettbewerb von Genf.
1938 lernte er in Siena die Pianistin Giuliana Bordoni kennen, die ebenfalls eine Ausbildung an der Accademia Musicale Chigiana bei Alfredo Casella absolvierte. Riccardo Brengola und Giuliana Bordoni heirateten 1941 und führten über nahezu 60 Jahre eine Ehe, aus der drei Kinder hervorgingen. Sie bildeten auch ein Kammermusikduo, das zahlreiche Auszeichnungen in und außerhalb Italiens erhielt. Sie zeichneten unter anderem für die Rai die kompletten Sonaten von Wolfgang Amadeus Mozart auf.
Riccardo Brengola trat in Konzerten solistisch und als Primarius des 1939 von Graf Chigi in Siena gegründeten Quintetto Chigiano auf, das 1966 zum Sestetto Chigiano d’Archi (Chigiano Streichsextett) erweitert wurde. Er setzte sich intensiv für die Wiederentdeckung der Musik von Luigi Boccherini und für die zeitgenössische Musik des 20. Jahrhunderts ein.
Riccardo Brengola wirkte als Professor für Violine an der Accademia Musicale Chigiana und an den Konservatorien von Pesaro, Venedig und Bologna. Er bildete Musiker wie Salvatore Accardo, Bruno Giuranna, Sayaka Shoji und Uto Ughi aus.
1980 wurde Riccardo Brengola Ehrenbürger von Siena. 1982 wurde ihm vom italienischen Staatspräsidenten Sandro Pertini der Verdienstorden der Italienischen Republik in Komtur verliehen und er damit zum Commendatore della Repubblica Italiana ernannt.